# Aniplex
Aniplex Inc. (株式会社アニプレックス Kabushiki Kaisha Anipurekkusu?) es una compañía de producción musical y de anime japonesa propiedad de Sony Music Entertainment Japan. Establecida en septiembre de 1995, Aniplex ha participado en la planificación, producción y distribución de varias series de anime, como Fullmetal Alchemist, Sword Art Online, Puella Magi Madoka Magica, Kimetsu no Yaiba, Fate, the Monogatari Series, Angel Beats!, The Promised Neverland, Rurouni Kenshin, Kaguya-sama: Love Is War y más. Además, Aniplex produce y distribuye música y discos de bandas sonoras, incluidas las bandas sonoras originales de todos los videojuegos y computadoras de Sony Interactive Entertainment.
Aniplex también participa en la comercialización minorista, produciendo juguetes, juegos, papelería, comida y otros artículos con personajes populares. Además, Aniplex organiza eventos para promocionar sus franquicias de anime. Por ejemplo, en 2005 Aniplex celebró el Festival Fullmetal Alchemist que comenzó con el Fullmetal Alchemist Tour en Universal Studios Japan.
Aniplex es miembro de pleno derecho de The Association of Japanese Animations y miembro asociado de la Asociación de software de vídeo de Japón.

## Historia
Originalmente conocida como Sony Pictures Entertainment (SPE) Visual Works Inc., se estableció en septiembre de 1995 como una empresa conjunta entre Sony Pictures Entertainment Japan y Sony Music Entertainment Japan, y cambió su nombre en enero de 2001 a Sony Music Entertainment (SME) Visual Works Inc. después de convertirse en una subsidiaria de propiedad total de Sony Music Entertainment Japan. En abril de 2003, cambió su nombre a Aniplex Inc.
En 2004, Aniplex lanzó Sugi Label, con el que publicó las obras de Koichi Sugiyama, el compositor de la música de Dragon Quest, pero desde 2009 se lo vendió a King Records.
En marzo de 2005, la compañía estableció su subsidiaria Aniplex of America con sede en Santa Mónica, California, para reforzar su negocio de licencias en el mercado norteamericano, y más tarde ese mismo año, en mayo de 2005, estableció su propio estudio de animación llamado A-1 Pictures.
En marzo de 2015, Aniplex anunció que había formado una empresa conjunta con el distribuidor de anime alemán Peppermint Anime, formando Peppermint Anime GmbH. La empresa conjunta permitió a Aniplex comenzar su expansión en el mercado europeo. En abril de 2015, Aniplex anunció que había invertido en el servicio de transmisión de anime francés Wakanim, convirtiéndose en el accionista mayoritario de la compañía, lo que permitió a Aniplex ingresar al mercado francés y fortalecer su presencia europea.

El 17 de febrero de 2018, se reveló que Aniplex se había convertido en accionista minoritario de la empresa con sede en Australia Madman Anime Group, y se emitió un número no revelado de acciones de la empresa el 15 de noviembre de 2017. Posteriormente, Aniplex adquirió Madman Anime Group de Madman Media Group por 35 millones de dólares australianos en febrero de 2019.
El 1 de octubre de 2018, Aniplex estableció Rialto Entertainment, una subsidiaria responsable de la producción de video independiente y las licencias del contenido de video producido. La subsidiaria nombró al vicepresidente de Aniplex, Tadashi Ishibashi, como director representante de la subsidiaria, y al productor de Aniplex, Eiichi Kamagata, como presidente de la subsidiaria.
En abril de 2019, Aniplex anunció que estableció una subsidiaria china, Aniplex (Shanghái), con el fin de producir y lanzar animación china dentro de la región, además de establecer una tienda para los consumidores chinos.
El 24 de septiembre de 2019, Aniplex anunció que consolidaría Madman Anime Group y Wakanim con Funimation de Sony Pictures Television, en una empresa conjunta entre los dos negocios de Sony.
El 26 de diciembre de 2019, Aniplex anunció que lanzaría una nueva marca de juegos llamada ANIPLEX.EXE, siendo ATRI: My Dear Moments y Adabana Odd Tales (徒花異譚 Adabana Itan?) los primeros títulos que se lanzarán bajo la marca. ANIPLEX.EXE también lanzará títulos en territorios ingleses a través de Aniplex of America.
El 1 de abril de 2020, Aniplex estableció Boundary, una subsidiaria que se enfoca en 3D CG, con el productor de Aniplex Akira Shimizu como presidente de la compañía.
Aniplex celebró Aniplex Online Fest, una convención de anime virtual, del 4 al 5 de julio de 2020. El evento contó con las últimas actualizaciones sobre adaptaciones de anime producidas por Aniplex, paneles con personal y miembros del elenco y actuaciones musicales. Sally Amaki, de 22/7 (Nanabun no Nijūni), fue la maestra de ceremonias de la versión en inglés, transmitida en todo el mundo en YouTube. Un podcast chino estaba disponible en Bilibili.
Después del exitoso evento inaugural, que reunió a más de 800 mil espectadores de todo el mundo, Aniplex anunció el regreso de Aniplex Online Fest el 3 de julio de 2021. La programación de la segunda edición incluyó actualizaciones de los anime Kimetsu no Yaiba, Sword Art Online Progressive: Aria of a Starless Night y Fate/Grand Order con actuaciones musicales de Aimer, ClariS, LiSA, ReoNa y SawanoHiroyuki[nZk]. Sally Amaki volvió a presentar el programa junto a Maxwell Powers.
El 1 de febrero de 2021, Aniplex anunció que había entrado en una alianza de capital con el desarrollador de juegos f4samurai, lo que permitió que Aniplex se expandiera aún más a los juegos.
El 15 de diciembre de 2021, Aniplex anunció la adquisición de la división de desarrollo de juegos de Delight Works por una suma no revelada. Delight Works transferirá todas sus operaciones de juego, incluido el equipo de desarrollo de Fate/Grand Order, a una empresa recién establecida a través de una división corporativa. Aniplex adquirirá esta empresa y la convertirá en una subsidiaria de propiedad absoluta para continuar y manejar el desarrollo de Fate/Grand Order. Se espera que el proceso concluya en la primavera de 2022.
El 1 de febrero de 2022, Aniplex completó la adquisición de Lasengle de Delight Works. Yoshinori Ono, presidente y director de operaciones de Delight Works, se desempeñará como presidente y director representante de Lasengle. Yosuke Shiokawa, el productor creativo detrás de Fate/Grand Order, dejó Delight Works y Lasengle a fines de enero y estableció su estudio Fahrenheit 213 para trabajar en una nueva franquicia original.
En mayo de 2022, Aniplex, en asociación con Wit Studio, CloverWorks y Shueisha, formaron una nueva empresa llamada JOEN. El objetivo de la empresa es facilitar la planificación y producción de series de anime para televisión, películas de anime y clips cortos.

## Videojuegos publicados
| Título                                            | Desarrollador(es) | Fecha de lanzamiento                                                                   | Plataformas                                                                                        | Observaciones                        |
| ------------------------------------------------- | ----------------- | -------------------------------------------------------------------------------------- | -------------------------------------------------------------------------------------------------- | ------------------------------------ |
| Fate/Grand Order                                  | Delightworks      | - JP 30 de julio de 2015 (Android) 12 de agosto de 2015 (iOS) - NA 25 de junio de 2017 | Android, iOS                                                                                       | [ 34 ]                               |
| Magia Record: Puella Magi Madoka Magica Gaiden    | f4samurai         | - JP 22 de agosto de 2017 - NA 25 de junio de 2019                                     | Android, iOS                                                                                       | [ 35 ]                               |
| Fate/Grand Order VR feat. Mash Kyrielight         | Delightworks      | - JP 6 de diciembre de 2017 - NA 26 de febrero de 2019                                 | PlayStation VR                                                                                     | [ 36 ]                               |
| Kirara Fantasia                                   | Drecom            | - JP 11 de diciember de 2017                                                           | Android, iOS                                                                                       | [ 37 ]                               |
| Touhou Cannonball                                 | Quatro A          | - JP 9 de septiembre de 2019                                                           | Android, iOS                                                                                       | [ 38 ]                               |
| Disney: Twisted-Wonderland                        | f4samurai         | - JP 18 de marzo de 2020 - NA 20 de enero de 2022                                      | Android, iOS                                                                                       | [ 35 ] [ 39 ]                        |
| 22/7 Ongaku no Jikan                              | h.a.n.d.          | - JP 27 de mayo de 2020                                                                | Android, iOS                                                                                       | [ 40 ]                               |
| Adabana Odd Tales                                 | Liar-soft         | - WW 18 de junio de 2020                                                               | Microsoft Windows                                                                                  | Publicado bajo la marca ANIPLEX.EXE. |
| Adabana Odd Tales                                 | Liar-soft         | - JP 16 de diciembre de 2021                                                           | - Android, iOS - Nintendo Switch                                                                   | Portado y publicado por iMel.        |
| ATRI: My Dear Moments                             | Frontwing, Makura | - WW 18 de junio de 2020                                                               | Microsoft Windows                                                                                  | Publicado bajo la marca ANIPLEX.EXE. |
| ATRI: My Dear Moments                             | Frontwing, Makura | - JP 16 de diciembre de 2021                                                           | - Android, iOS - Nintendo Switch                                                                   | Portado y publicado por iMel.        |
| Fate/Grand Order: Waltz in the Moonlight/Lostroom | Delightworks      | - JP 13 de agosto de 2020                                                              | Android, iOS                                                                                       | [ 43 ]                               |
| Mainichi♪ Emiya-sanchi no Kyō no Gohan            | GRID              | - JP 28 de abril de 2021 - NA 2 de junio de 2021                                       | Nintendo Switch                                                                                    | [ 44 ]                               |
| Tsukihime -A piece of blue glass moon-            | Type-Moon         | - JP 26 de agosto de 2021                                                              | - Nintendo Switch - PlayStation 4                                                                  | [ 45 ]                               |
| Melty Blood: Type Lumina                          | French Bread      | - WW 30 de septiembre de 2021                                                          | - Microsoft Windows - Nintendo Switch - PlayStation 4 - Xbox One                                   | Coproducido con Type-Moon.           |
| Kimetsu no Yaiba: Hinokami Keppūtan               | CyberConnect2     | - JP 14 de octubre de 2021 - WW 15 de octubre de 2021                                  | - Microsoft Windows - PlayStation 4 - PlayStation 5 - Xbox One - Xbox Series X/S - Nintendo Switch | Publicado por Sega fuera de Japón.   |
| Tarot Boys: 22 Apprentice Fortune Tellers         | Aniplex           | - JP Noviembre de 2021                                                                 | Android, iOS                                                                                       | [ 49 ]                               |
| Mahōtsukai no Yoru                                | Type-Moon         | - JP 2022                                                                              | - Nintendo Switch - PlayStation 4                                                                  | [ 50 ]                               |
| Kimetsu no Yaiba – Keppuu Kengeki Royale          | Quatro A, Soleil  | - JP TBA                                                                               | Android, iOS                                                                                       | [ 51 ]                               |
| La Corda d’Oro: Starlight Orchestra               | Koei Tecmo        | - JP TBA                                                                               | Android, iOS                                                                                       | [ 52 ]                               |
| RPG Time! The Legend of Wright                    | Desk Works        | - WW TBA                                                                               | - Microsoft Windows - Xbox One - Xbox Series X/S                                                   | [ 53 ]                               |
| Tsukihime -The other side of red garden-          | Type-Moon         | TBA                                                                                    | TBA                                                                                                |                                      |

## Animes producidos
Aniplex ha estado involucrado en la producción y distribución de las siguientes series de anime.
- 009-1 (2006; Ishimori Productions)[54]
- 22/7 (2020; A-1 Pictures)[55]
- 86: Eighty-Six (2021; A-1 Pictures)[56]
- A Channel (2011–12; Studio Gokumi)[57]
- Ace Attorney (2016–19; A-1 Pictures (temporada 1) y CloverWorks (temporada 2))[58]
- Aldnoah.Zero (2014–15; A-1 Pictures y Troyca)[59]
- Angel Beats! (2010–15; P.A.Works)[60]
- Angel Heart (2005–06; TMS Entertainment)[61]
- Ano Hi Mita Hana no Namae o Bokutachi wa Mada Shiranai. (2011–13; A-1 Pictures)[62]
- Ao no Exorcist (2011–12; A-1 Pictures)[63]
  - Ao no Exorcist: Kyoto Fujōō-hen (2017; A-1 Pictures)[64]
- Arata-naru Sekai (2012; Madhouse)[65]
- Baccano! (2007–08; Brain's Base)[66]
- Back Arrow (2021; Studio VOLN)[67]
- Banana Fish (2018; MAPPA)[68]
- Big Windup! (2007–10; A-1 Pictures)[69]
- Bishōnen Tanteidan (2021; Shaft)[70]
- Black Rock Shooter (2010–12; Ordet & Sanzigen (solo serie))[71]
- Bleach (2004–12; Pierrot)[72]
  - Bleach: Thousand-Year Blood War (2022–presente; Pierrot)
- Blend S (2017; A-1 Pictures)[73]
- Blood
  - Blood: The Last Vampire (2000; Production I.G)[74]
  - Blood+ (2005–06; Production I.G.)[75]
  - Blood-C (2011–12; Production I.G.)[76]
- Bocchi the Rock! (2022; CloverWorks)[77]
- Boku Dake ga Inai Machi (2016; A-1 Pictures)[78]
- Bokutachi wa Benkyō ga Dekinai (2019; Silver y Arvo Animation)[79]
- Buddy Daddies (2023; P.A.Works)[80]
- Cells at Work! (2018–21; David Production)[81]
  - Cells at Work! Code Black (2021; Liden Films)[82]
- Charlotte (2015–16; P.A.Works)[83]
- City Hunter (1987-2019; Sunrise)[84]
- D.Gray-man (2006–08; TMS Entertainment)[85]
  - D.Gray-man Hallow (2016; TMS Entertainment & 8Pan)[86]
- Darker than Black (2007–08; Bones)[87]
  - Darker than Black: Gemini of the Meteor (2009–10; Bones)[88]
- Darling in the Franxx (2018; CloverWorks, Trigger, & A-1 Pictures)[89]
- Darwin's Game (2020; Nexus)[90]
- Denpa Kyōshi (2015; A-1 Pictures)[91]
- Devilman Crybaby (2018; Science Saru)[92]
- Dinosaur Biyori (2021; Fanworks)[93]
- Disney Twisted-Wonderland (2025; Aniplex of America)
- Dog Days (2011–15; Seven Arcs)[94]
- Dogtato (2004; Studio Egg)[95]
- Dokyū Hentai HxEros (2020; Project No.9)[96]
- Dokkiri Doctor (1998–99; Pierrot)[97]
- Durarara!! (2010–16; Brain's Base)[98]
- Eromanga Sensei (2017; A-1 Pictures)[99]
- Eureka Seven (2005–21; Bones y Kinema Citrus (Good Night, Sleep Tight, Young Lovers)[100]
- Fate
  - Fate/Apocrypha (2017; A-1 Pictures)[101]
  - Fate/Extra Last Encore (2018; Shaft)[102]
  - Fate/Grand Order
    - Fate/Grand Order - Absolute Demonic Front: Babylonia (2019–20; CloverWorks)
    - Fate/Grand Order: Divine Realm of the Round Table: Camelot (2020–present; Signal.MD (Part 1) & Production I.G. (Part 2)
    - Fate/Grand Order: First Order (2016; Lay-duce)[103]
    - Fate/Grand Order: Grand Temple of Time: Solomon (TBA; CloverWorks)
    - Fate/Grand Order: Moonlight/Lostroom (2017; Lay-duce)
    - Fate/Grand Order: Seven Most Powerful Great Figures Chapter (2017; Ufotable)

  - Fate/stay night: Heaven's Feel (2017–20; Ufotable)
  - Fate/stay night: Unlimited Blade Works (2014–15; Ufotable)[104]
  - Fate/Zero (2011; Ufotable)[105]
- Flag (2006–07; The Answer Studio)[106]
- Fullmetal Alchemist (2003–06; Bones)[107]
  - Fullmetal Alchemist: Brotherhood (2009–11; Bones)[108]
- Hare Tokidoki Buta (1988–98; Oh! Production (película) y Group TAC (serie))[109]
- Gakuen Alice (2004–05; Group TAC)[110]
- Galilei Donna (2013; A-1 Pictures)[111]
- Gallery Fake (2005; TMS Entertainment (episodios 1-25) y Tokyo Kids)[112]
- Gakkō no Kaidan (2000–01; Pierrot)[113]
- Ginban Kaleidoscope (2005; Karaku)[114]
- Gintama (2006–10; Sunrise)[115]
  - Gintama' (2011–13; Sunrise)[116]
  - Gintama° (2015–16; Bandai Namco Pictures)
  - Gintama. (2017–18; Bandai Namco Pictures)[117]
  - Gintama The Final (2021; Bandai Namco Pictures)
- Grancrest Senki (2018; A-1 Pictures)[118]
- Gravitation (1999-2001; Plum (OVA) y Studio Deen (serie))[119]
- Great Teacher Onizuka (1999-2000; Pierrot)[120]
- Guilty Crown (2011–12; Production I.G.)[121]
- Guin Saga (2009; Satelight)[122]
- Hidamari Sketch (2007–13; Shaft)[123]
- Honey and Clover (2005–06; J.C.Staff)[124]
- Honō no Mirāju: Minagiwa no Hangyakusha (2002–04; Madhouse)[125]
- Horimiya (2021; CloverWorks)[126]
- Hortensia Saga (2021; Liden Films)[127]
- Hotarubi no Mori e (2011; Brain's Base)[128]
- Hōrō Musuko (2011; AIC Classic)[129]
- Hula Fulla Dance (2021; BN Pictures)[130]
- Hypnosis Mic: Division Rap Battle: Rhyme Anima (2020; A-1 Pictures)[131]
- I'll CKBC (2002–03; M.S.C.)[132]
- Idaten Jump (2005–06; Trans Arts)[133]
- Inu × Boku SS (2012; David Production)[134]
- Inuyasha: The Final Act (2009–10; Sunrise)[135]
- Inuyashiki (2017; MAPPA)[136]
- Jigoku Shōjo (2005–06; Studio Deen)[137]
  - Jigoku Shōjo Futakomor (2006–07; Studio Deen)[138]
  - Jigoku Shōjo Mitsuganae (2008–09; Studio Deen)[139]
  - Jigoku Shōjo Yoi no Togi (2017; Studio Deen)[140]
- Kage Kara Mamoru! (2006; Group TAC)[141]
- Kaguya-sama wa Kokurasetai: Tensai-tachi no Ren'ai Zunōsen (2019–2022; A-1 Pictures)[142]
- Kakumeiki Valvrave (2013; Sunrise)[143]
- Kami-sama ni Natta Hi (2020; P.A.Works)[144]
- Kamichu! (2005; Brain's Base)[145]
- Kannagi: Crazy Shrine Maidens (2008–09; A-1 Pictures y Ordet)[146]
- Kara no Kyōkai (2007–13; Ufotable)[147]
- Katanagatari (2010; White Fox)[148]
- Kiba (2005–06; Madhouse)[149]
- Kikaider-01 - The Animation - Guitar wo Motta Shōnen (2000–02; Radix Ace Entertainment y Studio OX)[150]
- Kill la Kill (2013–14; Trigger)[151]
- Kimetsu no Yaiba (2019–20; Ufotable)[152]
  - Kimetsu no Yaiba: Mugen Ressha-hen (2020; Ufotable)[153]
- Kimi no Suizō o Tabetai (2018; Studio VOLN)[154]
- Kimi to Boku (2011–12; J.C.Staff)[155]
- King of Bandit Jing (2002–04; Studio Deen)[156]
- Koi wa Ameagari no You ni (2018; Wit Studio)[157]
- Kōtetsujō no Kabaneri (2016–17; Wit Studio)[158]
- Kuroshitsuji (2008–17; A-1 Pictures)[159]
- Kyorochan (1999-2001; Group TAC)[160]
- La Corda D'Oro - Primo Passo (2006–07; Yumeta Company)[161]
  - La Corda D'Oro - Secondo Passo (2009; Yumeta Company)[162]
- Le Portrait de Petit Cossette (2004; Daume)[163]
- Level E (2011; Pierrot & David Production)[164]
- Love Lab (2013; Doga Kobo)[165]
- Lovely Complex (2007; Toei Animation)[166]
- Lycoris Recoil (2022; A-1 Pictures)[167]
- Magi: The Labyrinth of Magic (2012–14; A-1 Pictures)[168]
  - Magi: Adventure of Sinbad (2014–16; Lay-duce)[169]
- Magic Kaito 1412 (2014–15; A-1 Pictures)[170]
- Mahō Shōjo Lyrical Nanoha the Movie 1st (2010; Seven Arcs)[171]
  - Mahō Shōjo Lyrical Nanoha the Movie 2nd A's (2012; Seven Arcs)[172]
- Mahōka Kōkō no Rettōsei (2014–presente; Madhouse (temporada 1) & 8-Bit (trabajos futuros))[173]
  - Mahōka Kōkō no Yūtosei (2021; Connect)[174]
- Maō Gakuin no Futekigōsha (2020; Silver Link)[175]
- Misaki no Mayoiga (2021; David Production)[176]
- Mitsudomoe (2010–11; Bridge)[177]
- Monogatari (2009–19; Shaft)
  - Bakemonogatari (2009–10; Shaft)[178]
  - Nisemonogatari (2012; Shaft)[179]
  - Nekomonogatari (2012; Shaft)[180]
  - Monogatari Series: Second Season (2013–14; Shaft)[181]
  - Tsukimonogatari (2014; Shaft)[182]
  - Owarimonogatari (2015–17; Shaft)[183]
  - Kizumonogatari (2016–17; Shaft)[184]
  - Koyomimonogatari (2016; Shaft)[185]
  - Zokuowarimonogatari (2019; Shaft)[186]
- Mushi-Shi -Next Passage- (2014–15; Artland)[187]
- Nanatsu no Taizai (2014–15; A-1 Pictures)[188]
  - Nanatsu no Taizai: Seisen no Shirushi (2016; A-1 Pictures)[189]
  - Nanatsu no Taizai: Imashime no Fukkatsu (2018; A-1 Pictures)[190]
- Naruto (2002–17; Pierrot)[191]
  - Boruto: Naruto Next Generations (2017–presente; Pierrot)[192]
- Natsume Yūjin-Chō (2008–18; Studio Deen (temporadas 1-4) y Shuka (temporadas 5-6 y película)[193]
- Neko Neko Nipponshi (2016–20; Joker Films)[194]
- Nisekoi (2014–15; Shaft)[195]
- No. 6 (2011; Bones)[196]
- Norimono Man Mobile Land no Car-kun (2020; CloverWorks)[197]
- Occultic;Nine (2016; A-1 Pictures)[198]
- Omoi, Omoware, Furi, Furare (2021; A-1 Pictures)[199]
- Ore no Imōto ga Konna ni Kawaii Wake ga Nai (2010–13; AIC Build (temporada 1) & A-1 Pictures (temporada 2))[200]
- Ore no Kanojo to Osananajimi ga Shuraba Sugiru (2013; A-1 Pictures)[201]
- Ore wo Suki Nano wa Omae Dake ka yo (2019; Connect)[202]
- Oroshitate Myūjikaru Nerima Daikon Burazāzu (2006; Studio Hibari)[203]
- Paradise Kiss (2005; Madhouse)[204]
- PaRappa the Rapper (2001–02; J.C.Staff y Production I.G.)[205]
- Persona
  - Persona: Trinity Soul (2008; A-1 Pictures)[206]
  - Persona 3 The Movies (2013–16; AIC ASTA (película 1) y A-1 Pictures (películas 2, 3 y 4))[207]
  - Persona 4: The Animation (2011–12; AIC ASTA)[208]
    - Persona 4: The Golden Animation (2014; A-1 Pictures)[209]

  - Persona 5: The Animation (2016–19; A-1 Pictures)[210]
- Ping Pong the Animation (2014; Tatsunoko Production)[211]
- Plastic Memories (2015; Doga Kobo)[212]
- Popolocrois Monogatari (1998–99; Bee Train & Production I.G.)[213]
- Powerpuff Girls Z (2006–07; Toei Animation)[214]
- Puella Magi Madoka Magica (2011–13; Shaft)[215]
  - Magia Record: Puella Magi Madoka Magica Gaiden (2020–present; Shaft)[216]
- Punch Line (2015; MAPPA)[217]
- Read or Die (2001–02; Studio Deen)[218]
  - R.O.D the TV (2003–04; J.C.Staff)[219]
- Rewrite (2016–17; 8-Bit)[220]
- Robotics;Notes (2012–13; Production I.G.)[221]
- Roujin Z (1991; A.P.P.P.)[222]
- Rurouni Kenshin (1996–2012; Studio Gallop (episodios 1-66 de la serie) y Studio Deen (trabajos futuros))[223]
- Saenai Heroine no Sodatekata (2015; A-1 Pictures)
  - Saenai Heroine no Sodatekata Flat (2017; A-1 Pictures)[224]
  - Saenai Heroine no Sodatekata. Fine (2019; A-1 Pictures)[225]
- Sangatsu no Lion (2016–18; Shaft)[226]
- Seikimatsu Occult Gakuin (2010; A-1 Pictures)[227]
- Seishun Buta Yarō wa Bunny Girl Senpai no Yume wo Minai (2018; CloverWorks)[228]
  - Seishun Buta Yarō wa Yumemiru Shōjo no Yume wo Minai (2019; CloverWorks)[229]
- Sekirei (2008–10; Seven Arcs)[230]
- Senkō no Night Raid (2010; A-1 Pictures)[231]
- Senyoku no Sigrdrifa (2020; A-1 Pictures)[232]
- Shadows House (2021; CloverWorks)[233]
- Shigatsu wa Kimi no Uso (2014–15; A-1 Pictures)[234]
- Shiki (2010; Daume)[235]
- Shōkoku no Altair (licenciante actual: Amazon Prime Video a través de Animeism)[236]
- Silver Spoon (2013–14; A-1 Pictures)[237]
- SK∞ the Infinity (2021; Bones)[238]
- Sono Bisque Doll wa Koi o Suru (2022; CloverWorks)[239]
- Sora no Woto (2010; A-1 Pictures)[240]
- Soul Eater (2008–09; Bones)[241]
- Spiral: Suiri no kizuna (2002–03; J.C.Staff)[242]
- Star Driver: Kagayaki no Takuto (2010–11; Bones)[243]
- Submarine 707 (2003; Group TAC)[244]
- Sword Art Online (2012-2020; A-1 Pictures)[245]
- Taiso Samurai (2020; MAPPA)[246]
- Tekkonkinkreet (2006; Studio 4°C)[247]
- Tengen Toppa Gurren-Lagann (2007–09; Gainax)[248]
- Tenpō Ibun Ayakashi Ayashi (2006–07; Bones)[249]
- Tetsuwan Birdy: Decode (2008; A-1 Pictures)[250]
  - Tetsuwan Birdy: Decode 2 (2009; A-1 Pictures)[251]
- The Idolmaster (2011–14; A-1 Pictures)[252]
  - The Idolmaster: Cinderella Girls (2015-2016; A-1 Pictures)
  - The Idolmaster SideM (2017-2018; A-1 Pictures)
- The Promised Neverland (2019–21; CloverWorks)[253]
- Togainu no Chi (2010; A-1 Pictures)[254]
- Toward the Terra (2007; Tokyo Kids & Minamimachi Bugyōsho)[255]
- Tsūjō Kōgeki ga Zentai Kōgeki de Ni-kai Kōgeki no Okāsan wa Suki Desu ka? (2019–20; J.C.Staff)[256]
- Tsuritama (2012; A-1 Pictures)[257]
- Uchi no Tama Shirimasen ka? (2020; MAPPA & Lapin Track)[258]
- Uchū Kyōdai (2012–14; A-1 Pictures)[259]
- Uchū Shō e Yōkoso (2010; A-1 Pictures)[260]
- Urusei Yatsura (2022–presente; David Production)
- Valkyria Chronicles (2009–11; A-1 Pictures)[261]
- Vampire Knight (2008; Studio Deen)[262]
  - Vampire Knight Guilty (2008; Studio Deen)[263]
- Vanitas no Carte (2021–22; Bones)
- Vivy: Fluorite Eye’s Song (2021; Wit Studio)[264]
- Wonder Bevil-kun (2003–04; Radix)[265]
- Wonder Egg Priority (2021; CloverWorks)[266]
- Working!! (2010–16; A-1 Pictures)[267]
- Wotaku ni Koi wa Muzukashī (2018; A-1 Pictures)[268]
- Xam'd: Lost Memories (2008–09; Bones)[269]
- Yakitate!! Japan (2004–06; Sunrise)[270]
- Yashahime: Princess Half-Demon (2020–21; Sunrise)[271]
- Zankyō no Terror (2014; MAPPA)[272]
- Yuragi-sō no Yūna-san (2018; XEBEC)[273]
- Zetsuen no Tempest (2013; Bones)[274]